# Companyia de Rouen
La Companyia de Rouen fou una companyia comercial francesa que va administrar les possessions a la zona dels rius Senegal i Gàmbia. Fou fundada per Guillaume Joseph Mustelier i el 1709 va comprar la companyia Reial del Senegal per 240.000 lliures.
Mustelier va morir el 1711 i el va succeir Pierre de Richebourg durant dos anys. Llavors va retornar al govern l'eficient director André Brüe que va tenir a La Courbe com ajudant al front del magatzem del Galam. Va fer nombroses exploracions pel país (va seguir explorant el Bambouk) i va fundar el fort de Saint Joseph (al país del Galam a l'alt Senegal) i el Fort de Saint Pierre (al riu Faleme). El 17 de gener de 1717 va signar un tractat amb l'emir de Trarza Ali Chandori, que el va autoritzar a construir un fort a Portendick. Brüe també va imposar als portuguesos permetre un establiment francès (principalment per comerciar amb esclaus) a l'illa de Bissao (la moderna Bissau) a la desembocadura del riu Geba; tanmateix els indígenes li van cedir l'illa de Boulam (Bolama en portuguès) on va planejar establir una colònia agrícola i industrial, que més tard fou abandonada.
El 1718 la societat de John Law, Companyia Francesa de les Índies Orientals, va comprar la societat per 1.600.000 lliures, i va confirmar a Brüe al front; això demostrava tant la bona situació financera de la societat com la bona gestió de Brüe. En aquest moment les possessions franceses eren:
- Saint Louis del Senegal
- Gorée i el Cap Verd
- Rufisque
- Portudal
- Albreda (Gàmbia)
- Fort Saint Joseph (Galam)
- Fort Saint Pierre (Faleme)